# Паганини (фильм, 1923)
«Паганини» (нем. Paganini) —  немой немецкий художественный фильм 1923 года режиссёра Хайнца Гольдберга об итальянском скрипаче-виртуозе Никколо Паганини. Главные роли исполнили Конрад Фейдт, Ева Май и Грета Шрёдер. Продюсерами фильма являлись Фейдт и Рихард Освальд.
По состоянию на 2023 год фильм считается утерянным.

## Сюжет
Знаменитый скрипач Никколо Паганини умирает в Париже. После похорон он восстаёт из могилы и возвращается в свой родной дом в Италии. Неизвестно, была ли эта сцена кошмаром или видением, однако пережитый опыт влияет на Паганини, который начинает терять интерес к своей жене и проводит большую часть времени на кладбище. Там он встречает Джульетту, дочь местного продавца цветов Ферруччо. Невинность и чистота этой девушки вновь пробуждает в Паганини интерес к жизни, и он влюбляется в неё. Однако он не подозревает, что её отец был нанят герцогом Марсини с целью его убийства, поскольку супруга герцога страстно влюблена в скрипача. Когда Джульетта узнает о заговоре, она пытается вмешаться и спасти Паганини. Тем не менее встреча Паганини с герцогом заканчивается гибелью последнего. После этого Паганини пытается спастись бегством вместе с Джульеттой, но вскоре его арестовывают и приговаривают к смертной казни. Находясь в тюрьме, Паганини начинает играть на скрипке; двери камеры таинственным образом распахиваются и он оказывается на свободе. Собравшаяся на улице толпа людей приветствует Паганини и пытается увести его, однако появляется вдовствующая герцогиня с солдатами, которым она приказывает застрелить его, осознавая, что он никогда не полюбит её. В этот момент Джульетта бросается на защиту скрипача и погибает. Паганини хоронит Джульетту на кладбище, где они впервые встретились. Убитый горем, он отправляется в мировое турне со своим сыном Ахиллом, и во время одного из концертов теряет сознание и умирает.

## В ролях
| Актёр            | Роль               |
| ---------------- | ------------------ |
| Конрад Фейдт     | Никколо Паганини   |
| Ева Май          | Джульетта          |
| Грета Шрёдер     | Антония Паганини   |
| Гарри Гардт      | герцог Марсини     |
| Гермина Штерлер  | герцогиня Марсини  |
| Жан Надолович    | Гектор Берлиоз     |
| Густав Фрёлих    | Франц Лист         |
| Александр Гранах | Феруккио           |
| Мартин Херцберг  | сын Паганини Ахилл |

## Производство
Фильм «Паганини» был последней картиной продюсерской компании Veidt-Film, основанной Конрадом Фейдтом в 1919 году. Продюсером фильма выступил Фейдт вместе с австрийским режиссёром Рихардом Освальдом. Ранее Освальд работал над историческими драмами, включая фильм «Дом трех девушек», основанный на популярной оперетте о Франце Шуберте, где Фейдт сыграл барона Шобера, в то время как Рауль Ланге появился в эпизодической роли Никколо Паганини.
«Паганини» был снят с сентября по декабрь 1922 года. Съемки некоторых сцен проходили в резиденции Шёнбрунн, расположенной в Вене; использовались подлинные предметы мебели, ранее принадлежавшие австрийской императорской семье. Сюжет фильма был основан на идеи Пауля Бейера, а режиссёром и сценаристом стал Хайнц Гольдберг. Главную роль знаменитого скрипача исполнил Фейдт. В актёрский состав фильма также входили Ева Май, Грета Шрёдер, Александр Гранах и Густав Фрёлих для которого роль композитора Франца Листа стала дебютом в кино.
Предположительно, фильм мог быть снят в экспрессионистском стиле, о чём свидетельствуют необычные ракурсы камеры, визуальные эффекты и сверхъестественные элементы сюжета.

## Релиз
Премьера фильма состоялась 31 марта 1923 года в кинотеатре Tauentzien-Palast в Берлине.
По состоянию на 2023 год фильм считается утраченным. Однако существует единственный уцелевший фрагмент фильма продолжительностью 6 минут 38 секунд, который хранится в архиве Госфильмофонда.

## Критики
Критик из газеты Der Kinematograph положительно оценил главных актёров фильма, особенно выделяя «сильную и отточенную» игру Конрада Фейдта. Он также выразил разочарование по поводу режиссуры и сюжета, который был придуман «без фантазии, без души и более того, без какого-либо сходства с историческим Паганини». Издание Film-Kurier писало, что фильм следовало немного сократить, поскольку имеющиеся в нём эпизоды слишком замедляют действие картины.
Венгерский теоретик кино Бела Балаж в рецензии журнала Der Tag проанализировал игру Фейдта, отметив, что он, как «выдающийся киноактёр», наглядно показывает, что использование «всего спектра пантомимической экспрессии превосходит устное слово». Позднее Балаж писал, что сцена освобождения Паганини из тюрьмы получилась убедительной, за счет того, что являлась немой. «В этом фильме неслышимая игра на скрипке выполняет драматургическую функцию, она определяет судьбу главного героя». Он подчеркнул, что подобную сцену в звуковом фильме было бы трудно осуществить, так как «воздействие звучащей в действительности музыки определяется многообразием вкусов и восприимчивостью публики».